# سيري
سيري (بالإنجليزية: Siri) (تُلفظ بالإنجليزية: /sɪri/)؛ هو مساعد شخصي ذكي ومتصفح معرفي يعمل كتطبيق لشركة أبل، على نظام تشغيل آي أو إس. يستخدم التطبيق واجهة مستخدم باللغة الطبيعية للرد على الأسئلة وتقديم توصيات وتنفيذ إجراءات من خلال تفويض طلبات لمجموعة من خدمات الإنترنت. تدعي أبل أن البرنامج يتكيف مع تفضيلات المستخدم الفردية على مر الزمن ويقدم نتائج شخصية وينفذ مهام مثل العثور على المطاعم القريبة أو الحصول على الاتجاهات.
أصبح سيري متوفرًا باللغة العربية ابتداءً من نسخة 9.2 من iOS.

## أصل التسمية
على الرغم من أن الكثير من الشائعات تشير أن اسم سيري يعود إلى امرأة نرويجية أو غيرها من المفاهيم، سيري نفسه هو اختصار لعبارة واجهة التعرف وتفسير الكلام.

## التأسيس
تأسست سيري في عام 2007 من قبل داج كتلاوس (المدير التنفيذي) وآدم شيير (نائب الرئيس الهندسي) وتوم غروبر (CTO / نائب رئيس التصاميم)، جنبا إلى جنب مع نورمان وينارسكي من معهد ستانفورد للأبحاث. في 13 أكتوبر 2008، أعلنت سيري انها جمعت مبلغ 8.5 مليون دولار لتمويل جولة بقيادة مينلو للمشاريع (Menlo Ventures) ومشاريع مورغنثالر (Morgenthaler Ventures). غادر داج كتلاوس منصب الرئيس التنفيذي لشركة أبل في سيري بعد إطلاق آي فون 4s.

### مشاركة داربا
يشمل هذا العمل المشترك فرق بحثية من جامعة كارنيغي ميلون وجامعة ماساتشوستس في امهرست وجامعة روتشستر ومعهد الإدراك البشري وجامعة ولاية أوريغون وجامعة جنوب كاليفورنيا وجامعة ستانفورد. لقد قطعت هذه التكنولوجيا شوطا طويلا مع الحوار ولغة التفاهم الطبيعية وتعلم الآلة والأدلة والمنطق الاحتمالي وعلم الوجود وتمثيل المعرفة والتخطيط والتفكير وخدمة التحاور.

## تطبيق أي فون

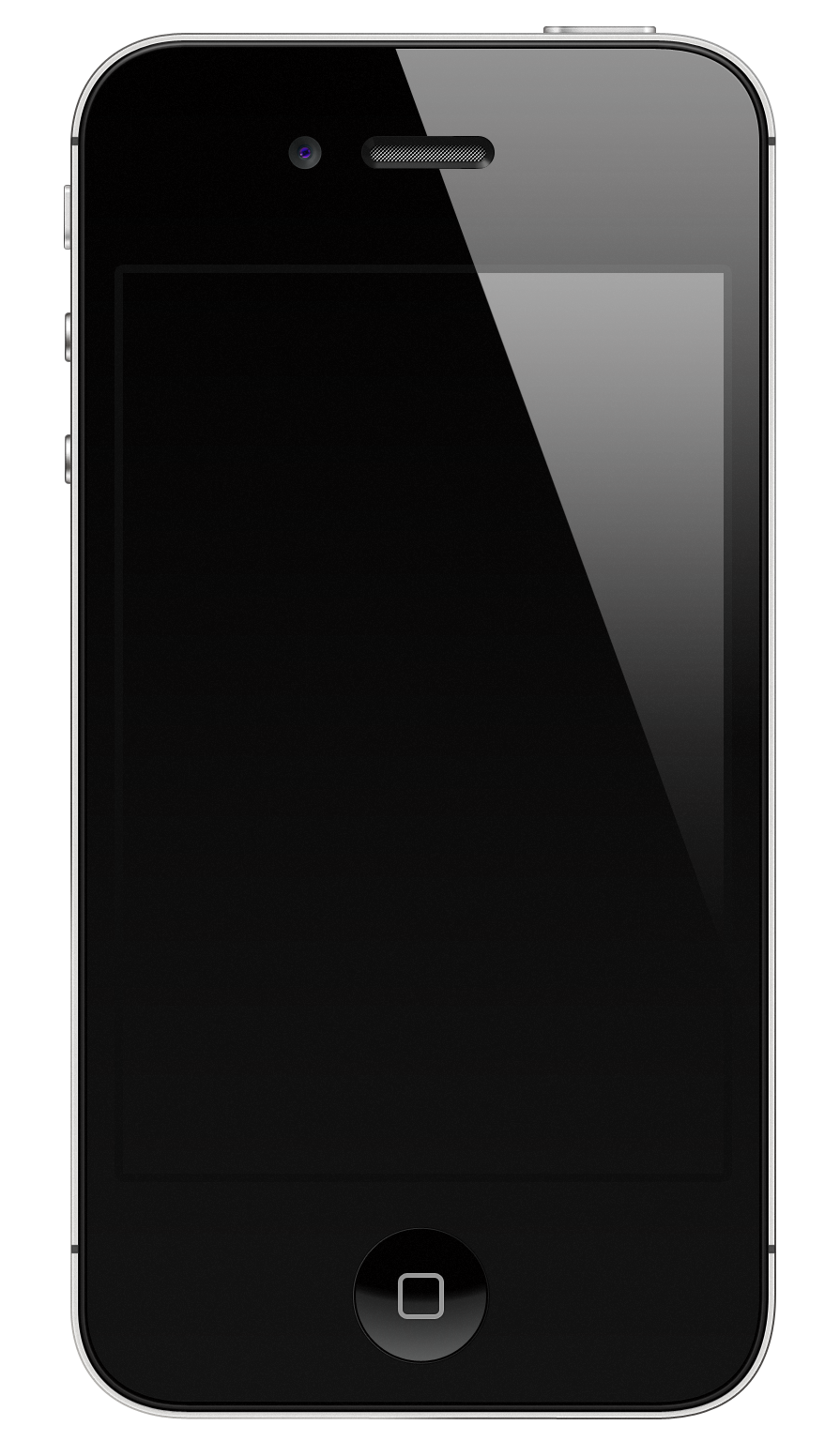
جهاز iPhone 4S

تم إطلاق سيري أول الأمر كتطبيق متوفر في متجر أبل في الولايات المتحدة. تتكامل سيري مع خدمات مثل الجدول المفتوح وخرائط أبل وموفي تيكيت (MovieTickets) وتاكسى ماجيك. باستخدام تكنولوجيا التعرف على الصوت من شركة نوأنس وشركائهم في الخدمة، يستطيع المستخدمون إجراء حجوزات في مطاعم مختلفة محدودة وشراء تذاكر السينما أو تأجير سيارات عن طريق أوامر صوتية يتم إملاؤها باللغة الطبيعية إلى سيرى. وقد أستحوذت أبل على سيرى في 28 أبريل من عام 2010، وتوقف التطبيق الأصلي عن العمل في 15 أكتوبر 2011.
تم دمج سيري في نظام التشغيل iosأو إس. وأول جهاز أصدرته أبل يحمل معه برنامج المساعد الشخص سيري هو آيفون 4 إس وجاءت تسميه حرف الاس من كلمة سيري.

## اللغات المدعومة
| اللغة                        | المنطقة                  | إصدار آي أو إس |
| ---------------------------- | ------------------------ | -------------- |
| اللغة العبرية                | إسرائيل                  | منذ 9.3        |
| اللغة العربية                | السعودية                 | منذ 9.2        |
| لغة عربية                    | الإمارات العربية المتحدة | منذ 9.2        |
| اللغة الصينية (صينية يؤ)     | هونغ كونغ                | منذ 6.0        |
| اللغة الصينية (صينية مندرين) | الصين                    | منذ 6.0        |
| اللغة الصينية (صينية مندرين) | تايوان                   | منذ 6.0        |
| اللغة الدنماركية             | الدنمارك                 | منذ 8.3        |
| اللغة الهولندية              | فلامون                   | منذ 9.0        |
| اللغة الهولندية              | هولندا                   | منذ 8.3        |
| اللغة الإنجليزية             | إنجليزية أسترالية        | منذ 5.0        |
| اللغة الإنجليزية             | إنجليزية كندية           | منذ 6.0        |
| اللغة الإنجليزية             | إنجليزية هندية           | منذ 8.3        |
| اللغة الإنجليزية             | نيوزيلندا                | منذ 8.3        |
| اللغة الإنجليزية             | سنغافورة                 | منذ 8.2        |
| اللغة الإنجليزية             | إنجليزية بريطانية        | منذ 5.0        |
| اللغة الإنجليزية             | إنجليزية أمريكية         | منذ 5.0        |
| اللغة الفنلندية              | فنلندا                   | منذ 9.3        |
| اللغة الفرنسية               | بلجيكا                   | منذ 9.0        |
| اللغة الفرنسية               | فرنسية كندية             | منذ 6.0        |
| اللغة الفرنسية               | فرنسا                    | منذ 5.0        |
| اللغة الفرنسية               | سويسرا                   | منذ 6.0        |
| اللغة الألمانية              | ألمانية نمساوية          | منذ 9.0        |
| اللغة الألمانية              | ألمانيا                  | منذ 5.0        |
| اللغة الألمانية              | سويسرا                   | منذ 6.0        |
| اللغة الإيطالية              | إيطاليا                  | منذ 6.0        |
| اللغة الإيطالية              | سويسرا                   | منذ 6.0        |
| اللغة اليابانية              | اليابان                  | منذ 5.1        |
| اللغة الكورية                | كوريا الجنوبية           | منذ 6.0        |
| اللغة المالاوية              | ماليزيا                  | منذ 9.3        |
| اللغة النرويجية              | النرويج (بوكمول)         | منذ 9.0        |
| اللغة البرتغالية             | برتغالية برازيلية        | منذ 8.3        |
| اللغة الروسية                | روسيا                    | منذ 8.3        |
| اللغة الإسبانية              | المكسيك                  | منذ 6.0        |
| اللغة الإسبانية              | إسبانيا                  | منذ 6.0        |
| اللغة الإسبانية              | الولايات المتحدة         | منذ 6.0        |
| اللغة السويدية               | السويد                   | منذ 8.3        |
| اللغة التايلندية             | تايلاند                  | منذ 8.3        |
| اللغة التركية                | تركيا                    | منذ 8.3        |

## الميزات والخيارات
تقدم شركة أبل مجموعة واسعة من الأوامر الصوتية للتفاعل مع سيري، بما في ذلك، على سبيل المثال لا الحصر:
- إجراءات الهاتف والنص، مثل «دعوة سارة» و«قراءة رسائلي الجديدة» و«تعيين الموقت لمدة 10 دقائق» و«إرسال بريد إلكتروني إلى أمي»
- التحقق من المعلومات الأساسية، بما في ذلك «ما هو الطقس اليوم؟» و«كم دولار في اليورو الواحد؟»
- جدولة الأحداث والتذكيرات، بما في ذلك «جدولة اجتماع» و«ذكرني بـ...»
- معالجة إعدادات الجهاز، مثل «التقط صورة» و«إيقاف تشغيل Wi-Fi» و«زيادة السطوع»
- البحث في الإنترنت، بما في ذلك «عرف...» و«العثور على صور لـ...» و«البحث في تويتر عن...»
- الملاحة، بما في ذلك «خذني إلى المنزل» و«ما هي حركة المرور في طريق العودة؟» و«العثور على اتجاهات القيادة إلى...»
- ترجمة الكلمات والعبارات من اللغة الإنجليزية إلى بعض اللغات، مثل «كيف يمكنني أن أقول أين هو أقرب فندق باللغة الفرنسية؟»
- الترفيه، مثل «ما هي مباريات كرة السلة اليوم؟» و«ما هي الأفلام التي تعرض بالقرب مني؟» و«ما هو ملخص...؟»
- التفاعل مع التطبيقات المتكاملة لنظام التشغيل iOS، بما في ذلك «إيقاف Apple Music مؤقتًا» و«الإعجاب بهذه الأغنية»
- التعامل مع المدفوعات من خلال أبل باي، مثل «أبل أدفع 25 دولارا لمايك لتذاكر الحفل» أو «أرسل 41 دولارا إلى إيفانا».

يقدم سيري أيضًا العديد من الردود المبرمجة مسبقًا على الأسئلة المسلية. مثل هذه الأسئلة تشمل «ما هو معنى الحياة؟» الذي سيرد عليه سيري بالجواب «جميع الأدلة حتى الآن تشير إلى أنها الشوكولاته»، «لماذا أنا هنا؟»، والذي سيرد عليه سيري بـ «لا أعرف. بصراحة، لقد تساءلت أنا نفسي» و«هل تتزوجني؟»، والذي قد يرد عليه سيري بـ «اتفاقية ترخيص المستخدم النهائي لا تغطي الزواج. اعتذاري».
في البداية اقتصرت سيري على أصوات الإناث، أعلنت أبل في يونيو 2013 أن سيري سيضم خيار الجنس، لإضافة صوت الذكور.
في سبتمبر 2014، أضافت أبل قدرة المستخدمين على التحدث «مرحبا سيري» لتمكين المساعد دون الحاجة إلى التعامل مع الجهاز فعليًا.
في سبتمبر 2015، تم تحديث ميزة «مرحبا سيري» لتشمل التعرف على الصوت الفردي، وهو جهد لمنع التنشيط من قبل شخص غير المالك.
مع الإعلان عن آي أو إس 10في يونيو 2016، فتحت أبل وصولًا محدودًا للمطورين من طرف ثالث إلى سيري من خلال واجهة برمجة تطبيقات مخصصة (API). تقيد واجهة برمجة التطبيقات استخدام سيري للمشاركة مع تطبيقات المراسلة وتطبيقات الدفع وتطبيقات مشاركة الركوب وتطبيقات الاتصال بالإنترنت.
في آي أو إس 11، يتمكن سيري من معالجة أسئلة المتابعة، ويدعم ترجمة اللغة، ويفتح المجال أمام المزيد من الإجراءات التي تتخذها الجهات الأخرى، بما في ذلك إدارة المهام. بالإضافة إلى ذلك، يستطيع المستخدمون الكتابة إلى سيري، كما أن تقنية «التعلم على الجهاز» الجديدة التي تعمل على الخصوصية تحسن اقتراحات سيري من خلال تحليل الاستخدام الشخصي لتطبيقات آي أو إس المختلفة بشكل خاص.

## وصلات خارجية
- سيري على موقع IMDb (الإنجليزية)
- سيري على موقع الموسوعة البريطانية (الإنجليزية)
- سيري على موقع ديسكوغز (الإنجليزية)
- الموقع الرسمي